# Ranunculus oxyspermus
Ranunculus oxyspermus là một loài thực vật có hoa trong họ Mao lương. Loài này được Willd. miêu tả khoa học đầu tiên năm 1799.